# Иньско (гмина)
Иньско (пол. Ińsko) — гмина (волость) в Польше, входит как административная единица в Старгардский повет, Западно-Поморское воеводство. Население — 3493 человека (на 2005 год).